# Alex Bowen
Alexander Brant "Alex" Bowen (San Diego, 1993. szeptember 4. –) olimpiai bronzérmes, háromszoros világliga ezüstérmes, valamint világkupa-bronzármes amerikai válogatott vízilabdázó, a CN Sabadell játékosa bekk poszton.

## Eredmények

### Klubcsapattal

#### Miskolci VLC
- Magyar bajnokság: 5. hely (2016-17), 6. hely (2017-18), 5. hely (2018-19)
- Magyar kupa: Negyeddöntő (2016, 2017), Ezüstérmes (2018)
- Európa-kupa: Elődöntő (2017-18)

#### Mladost Zagreb
- Horvát bajnokság: Ezüstérmes (2019-20)
- Horvát kupa: Kupagyőztes (2019-20)

#### GSZ Apólon Zmírnisz
- Görög bajnokság: Bronzérmes (2020-21)
- Görög kupa: Negyeddöntő (2021)

#### CN Noisy-le-Sec
- Francia bajnokság: Ezüstérmes (2022-23, 2023-24)
- Pierre Garsau Kupa: Bronzérmes (2023, 2024)

### Válogatottal

#### Egyesült Államok
- Olimpiai játékok: 10. hely (Rio de Janeiro, 2016), 6. hely (Tokió, 2021), Bronzérmes (Párizs, 2024)
- Világbajnokság: 9. hely (Barcelona, 2013); 7. hely (Kazany, 2015); 13. hely (Budapest, 2017), 9. hely (Kvangdzsu, 2019), 6. hely (Budapest, 2022), 7. hely (Fukuoka, 2023), 9. hely (Doha, 2024)
- Világliga: 5. hely (Dubaj, 2014); 4. hely (Bergamo, 2015); Ezüstérmes (Hujcsou, 2016); 4. hely (Ruza, 2017), 7. hely (Budapest, 2018), Ezüstérmes (2021, Tbiliszi), Ezüstérmes (Strasbourg, 2022)
- Világkupa: 4. hely (Almati, 2014), 6. hely (Berlin, 2018), Bronzérmes (Los Angeles, 2023)
- Pánamerikai játékok: Aranyérmes (Toronto, 2015), Aranyérmes (Lima, 2019), Aranyérmes (Santiago, 2023)